# Carme Karr i Alfonsetti
Carme Karr i Alfonsetti   (Barcelona, 16 de març de 1865 - Barcelona, 29 de desembre de 1943) fou una periodista, escriptora, feminista, pacifista, musicòloga i publicista catalana.
Va ser una de les promotores més avançades del feminisme català de principi del segle xx, com Dolors Monserdà, amb qui col·laborà. El seu feminisme, que advocava per dotar les dones d'eines que les capacitessin tant per a l'exercici d'una professió com per a la igualtat de drets, va quedar àmpliament exposat a Feminal —suplement de La Il·lustració Catalana—, revista que dirigí des de 1907 fins al 1917. N'era l'ànima i hi escrivia tota mena de textos, que signava amb el seu nom, de vegades amb les inicials, C. K., o bé amb diferents pseudònimsː L. Escardot, Joana Romeu per als articles sobre folklore, Brunilda per als referits a la Gran Guerra. També va col·laborar en el Diario de Barcelona, La Veu de Catalunya, Or y Grana, (1906-1907, on defensà la causa de Solidaritat Catalana), Ofrena (1916-1917), La Mainada (1922-1923), La Actualidad, Día Gráfico i Las Provincias de València, de vegades amb el pseudònim de Xènia, que feia al·lusió al Xènius d'Eugeni d'Ors, amb qui polemitzà a Joventut.

## Biografia

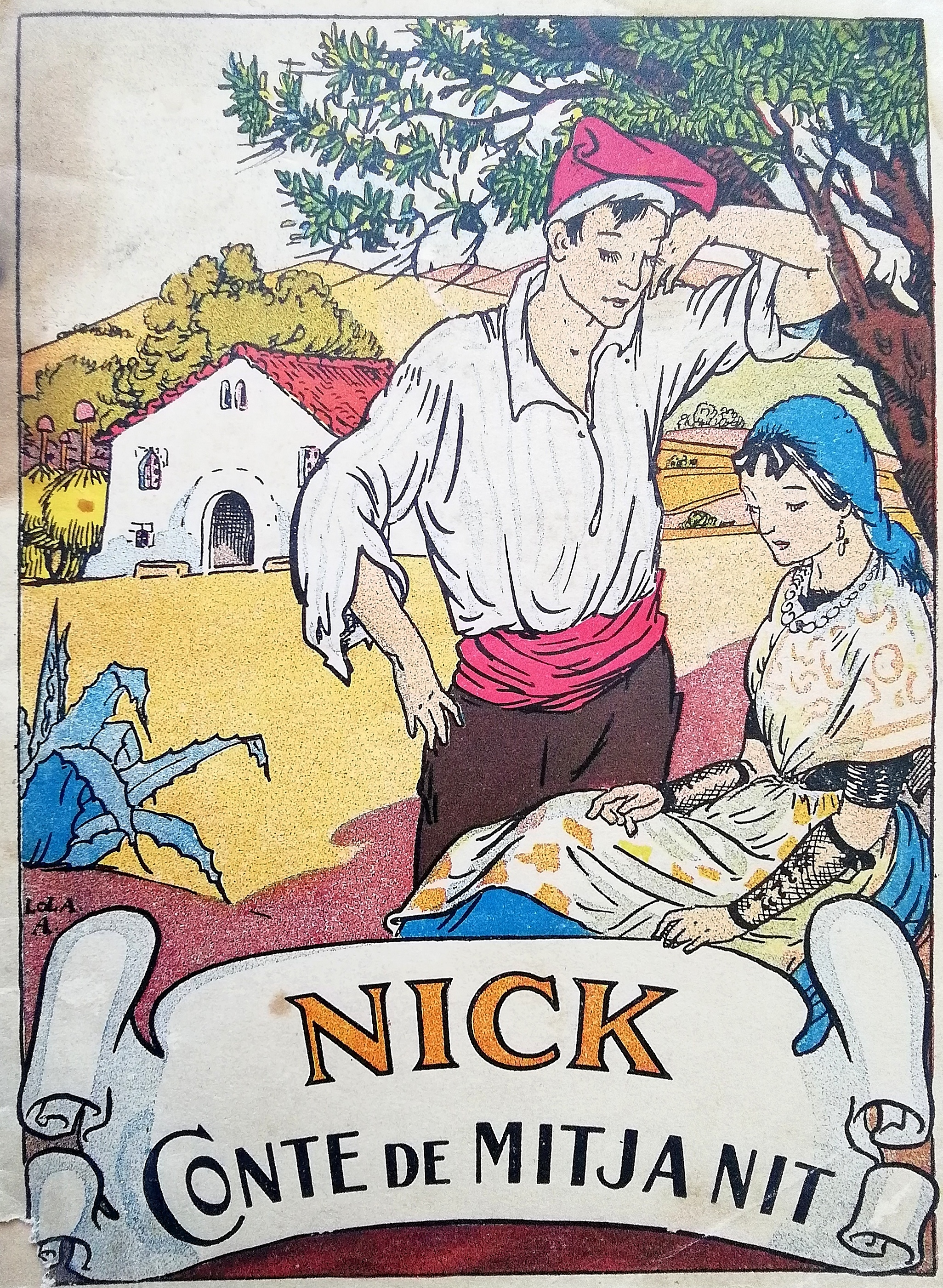
Nick - Conte de mitja nit, és un dels exemples de narrativa infantil que va escriure Carme Karr. Edició publicada a Barcelona l'any 1934

Carme Karr era filla de pare francès, Eugène Karr, que fou un enginyer metal·lúrgic i vicecònsol a Catalunya, i de mare italiana, Emília Alfonsetti, morta quan Carme Karr tenia just un any, per això fou criada per la seva dida (que en fou la madrastra). També era neboda del novel·lista francès Alphonse Karr i néta de Henri Karr, pianista, compositor i director musical de la casa Érard a París. En la seva infantesa es va criar i educar a cavall entre Barcelona i Perpinyà a les escoles de les dominiques de la Presentació de la Verge Maria de Barcelona i Figueres. Es casà amb Josep Maria de Lasarte i de Janer (1890) i tingueren quatre fills: Montserrat (1891-1905), Joan de Lasarte i Karr, Paulina (nascuda el 23 de juliol de 1893 i morta el 22 de desembre de 1976) i Carme. Està enterrada al cementiri de Montjuïc (Barcelona).
Carme Karr va desenvolupar en la premsa de la segona dècada del segle xx una activitat periodística més regular, amb dedicació pràcticament exclusiva, oberta a diverses temàtiques i a distintes publicacions, i va esdevenir així el precedent més proper a una professional del periodisme com s'anirà entenent en la dècada posterior. Nascuda en el si d'una família estrangera, va integrar-se a la vida cultural catalana i va començar a col·laborar en la revista L'Avenç i, més endavant en Joventut on va fer la crítica musical sota el pseudònim Una Liceista i L'Escardot. La seva cultura i formació li van facilitar l'entrada en el periodisme, que es va convertir per a ella en una via d'expressió de les seves idees modernes i avançades. Sota el pseudònim de Xènia va iniciar una polèmica amb Eugeni d'Ors, el Xènius de La Veu de Catalunya, i amb el seu nom signà articles en català i en castellà en el Diario de Barcelona, El Día Gràfico i en Las Provincias.
Quan el 1906 va aparèixer la Il·lustració Catalana, el seu director va fer-li l'encàrrec de preparar un suplement mensual dedicat a les dones. Així va néixer Feminal, una revista que va sortir des de 1907 fins a 1917, de la qual va ser directora i impulsora i aconseguí una qualitat de contingut i de presentació ben notables. Aquesta revista, amb aparició puntual cada quart dissabte de mes, va incorporar les veus femenines més potents de principis de segle, com Dolors Monserdà, Agnès Armengol, Felip Palma (pseudònim de Palmira Ventós), Maria Domènech, Sara Llorens, Joaquina Rosal, Mercè Pedrós, Isabel Serra i la comtessa de Castellà. A través de les seves pàgines, també va donar conèixer la seva obra musical, així com la d'altres compositores, entre les quals Maria Carratalà i Isabel Güell.
Karr no va deixar mai de col·laborar en la premsa del moment, signant amb el seu nom o amb pseudònims com L'Escardot. Tot i que dominava força bé el francès, l'alemany i el castellà, va triar el català com a vehicle preferent per expressar-se en els seus escrits. A més dels textos periodístics, també va conrear la narrativa breu, la novel·la, el teatre, els contes per a infants, les conferències i, fora de la literatura, la composició de peces musicals.
Pel que fa al seu nucli d'interessos, se sentia especialment concernida pel catalanisme, el pacifisme i el feminisme. Des del seu treball periodístic i la seva praxi vital va maldar sempre per aconseguir la igualtat entre homes i dones i per engrescar les dones cap a una formació que les capacités professionalment. El 1913 va fundar i dirigí La Llar, una residència per a professores i estudiantes, el 1915 impulsà i presidí el Comitè Femení Pacifista de Catalunya, el 1921 va impulsar Acció Femenina (associació per a la defensa dels interessos polítics de les dones) i el 1931 va signar el manifest que demanava al president Macià el vot per a les dones. Amant de la llibertat i del pacifisme, amb la Guerra Civil, el franquisme i la Segona Guerra Mundial va quedar profundament afectada. Es va anar apagant fins que va morir, a la seva casa de Sarrià, sense cap reconeixement a la seva obra.

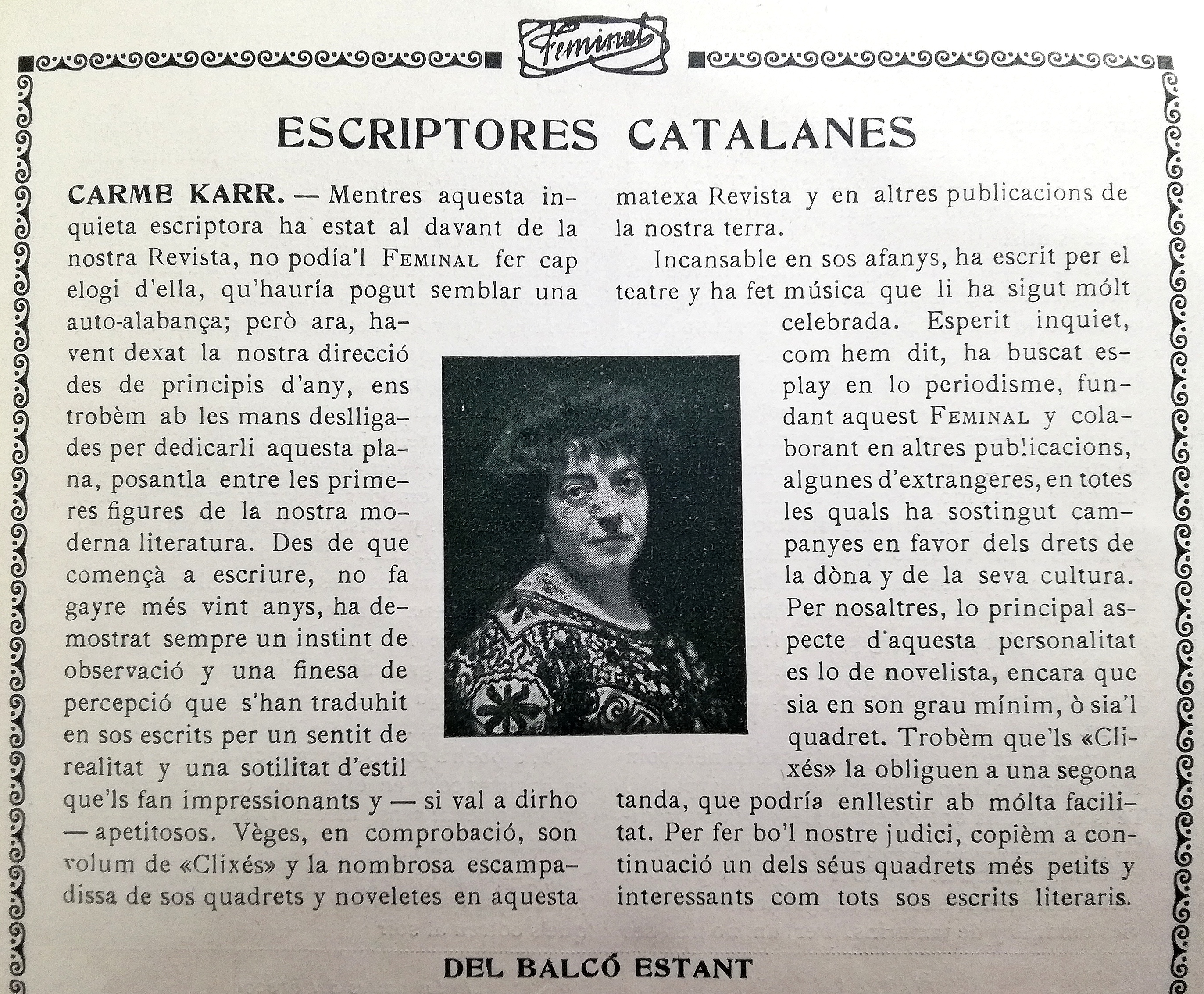
Article dedicat a Carme Karr dins la revista Feminal l'any 1917, últim any de publicació, i ja havent deixat la direcció de la revista.

Tingué una actuació destacada —especialment com a conferenciant (va ser la primera dona a parlar en l'Ateneu Barcelonès)— tant en la defensa del millorament (exigint el dret a vot, reivindicació que va fer arribar al president Macià) com de la modernització de l'ensenyament de les dones, que els permetés de treballar al mateix nivell que els homes i els donés un substrat cultural prou important, com en la reivindicació del dret de vot de les dones; a més, reivindicava el dret de les dones soles a ser autònomes, a tenir una funció social i un lloc útil en la societat; per a les dones treballadores, reclama una borsa de treball, escoles de treball realment professionalitzadores i mutualitats per encarar el tracte laboral discriminatori basat en la maternitat. Va dirigir el Pavelló de la Dona a l'Exposició Universal del 1929, on mostrava la feina de dones de tot Espanya i intentava desfer prejudicis de l'època.
Molt afeccionada a la música, feu conèixer un cert nombre de cançons, per a una veu i piano, compostes per ella sobre versos de diferents autors, especialment d'Apel·les Mestres; el text dels Goigs de la Mare de Déu de Pompeia fou el seu obsequi als caputxins. La seva relació amb els caputxins de Sarrià li va permetre conèixer el pare Donostia. També amb el món musical barceloní, especialment amb la família d'Enric Granados.

## Reconeixements
La Generalitat de Catalunya va instituir els premis Memorial Carme Karr per a la igualtat d'oportunitats home-dona en els mitjans de publicitat i d'informació periodística catalans; també li ha dedicat (Decret 232/2008, de 2 de desembre) el Centre de Formació de Persones Adultes Carme Karr, situat al Centre Penitenciari de Lledoners.
Se li ha dedicat un carrer a Sarrià (Barcelona), Montgat, Sant Vicenç de Castellet i Sant Quirze del Vallès. Durant molts anys residí al carrer de la Duquessa d'Orleans, 17, a Sarrià (Barcelona). A Sarrià també li han dedicat una de les sales de la casa Orlandai. Ha estat seleccionada com a candidata a persona més sàvia de Catalunya, en l'àmbit de les humanitats, entre 25 persones, a iniciativa de l'organització Capital de la Cultura Catalana, i ha estat votada com una dels 5 finalistes en aquest apartat.

## Obres
El 1902 publicà en Joventut les primeres narracions signades amb el pseudònim L'Escardot i Una liceista, a les quals seguirien els reculls en prosa Volves, 1906, i Clixés, 1906, la seva millor obra, novel·la centrada en la problemàtica de la dona de la mitjana burgesia, i les obres teatrals Un raig de sol, 1908; Els ídols, 1911; Caritat, 1918. Altres obres seves són la novel·la La vida de Joan Franch, 1912 (premiada als Jocs Florals amb la Copa del Consistori i editada per «Lectura Popular»), i les de narrativa infantil, Contes de l'àvia (1934), Garba de contes (1935), El libro de Puli (1942), Nick (conte de mitjanit) (1931), Cuentos a mis nietos (1932) i un llarg etc.

### Novel·la
- De la vida d'en Joan Franch. Barcelona: Il·lustració Catalana, «Lectura Popular - Biblioteca d'Autors Catalans», 53, 1913.[8]
- La Fi del Lliure. Barcelona: l'Avenç Grafic, 1924. (La Novel·la d'Ara, 77)

### Narrativa breu
- Bolves: quadrets [pseud. L'Escardot] (pròleg de Lluís Via). Barcelona: L'Avenç, «Biblioteca Popular de L'Avenç», 52, 1906. [digitalització]
- Clixés: estudis en prosa. [pseud. L'Escardot] Barcelona: Joventut [Fidel Giró], 1906. (Reedició per Horsori Editorial a la col·lecció Clàssiques Catalanes núm. 5 Arxivat 2009-03-13 a Wayback Machine., 2008). [digitalització]
- Por la dicha. Barcelona: Publicaciones Mundial, ca. 1932. (La Novela Femenina, 22) [digitalització]
- Oració íntima. Novembre 1931. Ms. 1029, Biblioteca de Montserrat.
- Un idílio. Sardañola: s.n., 1887.

### Narrativa infantil i juvenil
- Nick: conte de mitjanit (amb il·lustracions de Lola Anglada). Barcelona: Caixa de Pensions per a la Vellesa i d'Estalvis, Obra de Previsió, Cultura i Beneficència, 1931.
- Cuentos a mis nietos (amb il·lustracions de Rosario de Velasco). Burgos: Hijos de Santiago Rodríguez, 1932.
- Contes de l'àvia (amb il·lustracions de Maria i Clotilde Cirici Pellicer). Barcelona: Llibreria Bonavia, 1934.
- Garba de contes. Girona: Dalmau Carles, Pla Editors, 1935.
- El libro de Puli; amb il·lustracions de Mariona Lluch. Barcelona: Ars, 1942.

### Teatre
- Un raig de sol, 1908 (comèdia).
- Els Ídols: quadre en un acte y en prosa. Barcelona: Bartomeu Baxarias, col. De tots colors, 1911.
- Caritat, 1918.

### Crítica literària o assaig
- Cultura femenina (estudi i orientacions): Conferències donades en l'Ateneu Barcelonès els dies 6, 13 i 20 d'abril de 1910.[1] Barcelona: L'Avenç, 1910. Reeditades l'any 2020.[10] [digitalització]
- (Co-autora) Educación Femenina, Ciclo de conferencias desarrolladas en el Ateneo Barcelonés, Días 31 de enero y 1,3, 4 y 5 de febrero de 1916, Ed.Librería Parera, Barcelona.
- La Llar (el Hogar): residència d'estudiantes i professores i Escola de la Dona a Barcelona. Barcelona: Impremta La Renaixensa, 191?. Opuscle informatiu de les condicions d'estada. "Subvencionat en sa fundació per l'Excm. Ajuntament i per particulars. Presidit per la Sereníssima Sra. Infanta Da. Pau de Borbó, princesa de Baviera. Fundat i dirigit per Da. Carme Karr des de primers de l'any 1913".

### Composicions musicals[9]
- Las ánimas (1904, ed. 1917?). Lletra: Apel·les Mestres
- Les aranyes (ed. ca. 1903). Lletra: Apel·les Mestres
- Cançó de juliol, per a cor (1907). Lletra: Apel·les Mestres
- Cançó de la rosella, per a veu i piano. Lletra: Apel·les Mestres
- Cançó trista (ed. 1903). Lletra: Apel·les Mestres
- Cansons [sic] (ed. 1903).[5] Lletra: Apel·les Mestres. Conté: Preludi de primavera; Cansó trista.
- L'enamorat de l'enamorada (ed. 1907). Lletra: Caterina Albert («La Tralla», 1907)
- La filla de Maria
- Flors d'escardot, cançons catalanes, per a cant i piano (ed. 1907). Contingut: Canço de la tarda / poesia d'Apel·les Mestres; Cançó d'esperança / poesia de Marian Aguiló; Cançó d'abril / poesia d'Apel·les Mestres; Vesprada / poesia d'Apel·les Mestres; Nota de tardor / poesia d'Apel·les Mestres; La dida de l'infant / poesia d'Àngel Guimerà [digitalització]
- Goigs de la Mare de Déu de Pompeia
- Matinada, per a veu i piano. Lletra: Apel·les Mestres
- La Mort de la Verge (1909). Lletra: Jacint Verdaguer
- La mort del rossinyol (ed. ca. 1903). Lletra: Apel·les Mestres
- Nadala (ed. 1907)
- La Non-non dels papellons (ed. ca. 1903?). Lletra: Apel·les Mestres
- Orquídea, lieder per a cant i piano (ed. 1916). Lletra: Miquel de Palol
- Preludi de primavera (1903, ed. 1917?). Lletra: Apel·les Mestres
- Prech de Madonna Elisenda a Mossen Huch. Lletra: Jeroni Zanné
- El testament d'Amèlia (1908), sarsuela, amb Joan Baptista Espadaler i Colomer
- Tranzit, lied per a cant i piano (1906). Publicat dins: Feminal, núm. 31 (31 d'octubre de 1907), pàg. 334